# Braga patagonica
Braga patagonica är en kräftdjursart som beskrevs av Schioedte och Frederik Vilhelm August Meinert 1884. Braga patagonica ingår i släktet Braga och familjen Cymothoidae. Inga underarter finns listade i Catalogue of Life.